# 왕초연
왕초연(王楚然, 1999년 1월 21일 ~ )은 중국의 배우이다.

## 출연작

### 드라마
- 2017년 유쿠 웹드라마 《장군재상》 - 류석음 역
- 2020년 후난위성텔레비전 금응독파극장 《청평악》 - 장필함 역
- 2020년 동방 위성 텔레비전 동방극장 《재일기》 - 야오닝 역
- 2020년 베이징 텔레비전 품질극장 《연운대 : 태후천하》 - 옥소 역
- 2021년 유쿠 웹드라마 《안녕엄마》 - 위야 역
- 2022년 망고 TV 웹드라마 《상식》 - 소월화 역
- 2022년 유쿠 웹드라마 《상봉시절》 - 청커싱 역
- 2023년 텐센트 웹드라마 《청설니희환아》 - 롼류정 역
- 2023년 후난위성텔레비전 금응독파극장 《아적인간연화》 - 쉬친 역